# (3044) Saltykov
(3044) Saltykov es un asteroide perteneciente al cinturón de asteroides, descubierto el 2 de septiembre de 1983 por Natalia Metlova y el astrónomo Nikolái Kurochkin desde el Observatorio Astrofísico de Crimea (República de Crimea).

## Designación y nombre
Designado provisionalmente como 1983 RE3. Fue nombrado Saltykov en honor a "Nikita Saltikov" el abuelo de la descubridora.